# Junta governativa maranhense de 1821-1824
Quando D. João VI transformou as capitanias em províncias, estas foram inicialmente governadas por uma junta governativa provisória.
A junta da província do Maranhão foi empossada em 16 de fevereiro de 1822, formada por sete membros, composta inicialmente por um presidente, um secretário e cinco membros:
1. Joaquim de Nossa Senhora de Nazaré (presidente)
2. Sebastião Gomes da Silva Belfort (secretário)
3. Felipe de Barros e Vasconcelos
4. João Francisco Leal
5. Thomás Tavares da Silva
6. Caetano José de Souza
7. Antonio Rodrigues dos Santos.

Em 8 de agosto de 1823 ocorre nova mudança na junta, sendo então formada por nove membros, composta inicialmente por um presidente, um secretário e cinco membros:
1. Miguel Inácio dos Santos Freire e Bruce (presidente)
2. Pedro Antônio Pereira Pinto do Lago (secretário)
3. Antônio Raimundo Belfort Pereira de Burgos
4. Lourenço de Castro Belford
5. José Joaquim Vieira Belford
6. Antônio Joaquim Lamagner Galvão
7. José Félix Pereira de Burgos
8. Fábio Gomes da Silva Belford.

Em 29 de dezembro de 1823 ocorre nova mudança, sendo então a nova junta composta por:
1. Miguel Inácio dos Santos Freire e Bruce (presidente)
2. José Lopes de Lemos (secretário)
3. Luiz Maria da Luz e Sá
4. José Joaquim Vieira Belford
5. Antônio Joaquim Lamagner Galvão
6. Rodrigo Luiz Salgado de Sá Moscoso
7. Sysnando José de Magalhães.

A junta governativa maranhense administrou a província de 9 de maio de 1821 a 10 de julho de 1824, quando assumiu o comando da província Miguel Inácio dos Santos Freire e Bruce.